# داته ترومونه
داته ترومونه (به ژاپنی: 伊達 輝宗 Date Terumune) (۱۵۴۳ – ۲۹ نوامبر، ۱۵۸۵) یک سامورایی و رهبر خاندان داته حاکم بر ولایت موتسو در دوره سنگوکو بود. او پدر داته ماسامونه بود.